# Saturn Aura
La Aura è un'autovettura mid-size prodotta dalla Saturn Corporation dal 2006 al 2009. È stata commercializzata con un solo tipo di carrozzeria, berlina quattro porte. Era basata sul pianale Epsilon della General Motors ed aveva il motore anteriore e trasversale. La trazione era anteriore.

## Storia

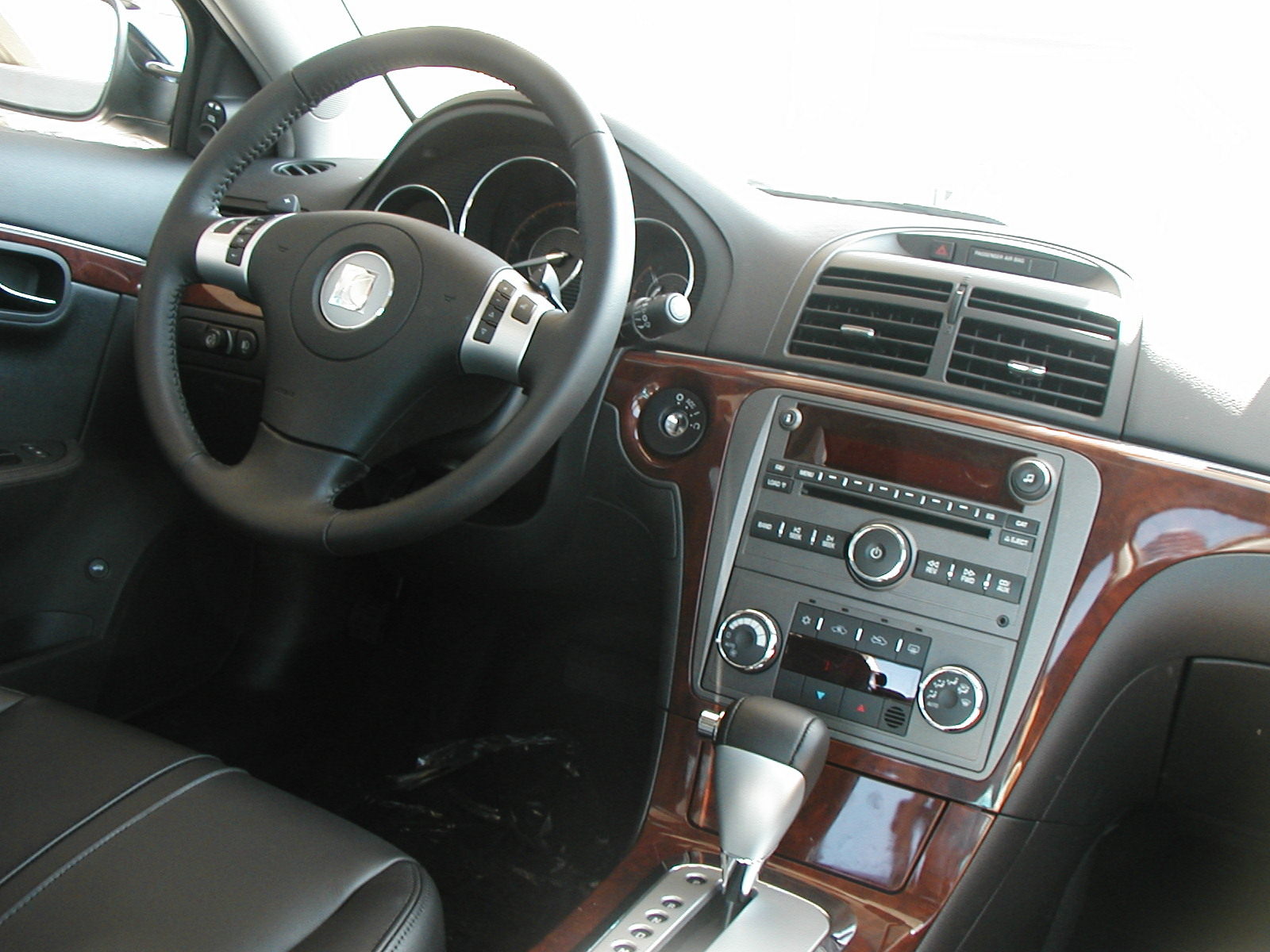
Gli interni di una Saturn Aura XR del 2007

Il modello ha debuttato come concept car al salone dell'automobile di Detroit nel gennaio del 2005. La vettura prodotta in serie venne invece svelata al pubblico al salone dell'automobile di New York nell'aprile del 2006. L'assemblaggio del modello iniziò poi nell'estate del 2006. La Aura sostituì la Saturn L-Series, che uscì di produzione nel 2005. Inizialmente la vettura prodotta in serie non si doveva chiamare Aura, ma con un altro nome: fu scelta questa denominazione in seguito al successo ottenuto dalla concept car, che si chiamava appunto Aura.
La Aura è stato un modello importante sia per la Saturn che per la General Motors. La vettura è stata infatti parte di un processo di ringiovanimento della gamma Saturn, che aveva l'obiettivo di rendere più profittevoli e competitive le vetture del marchio nei confronti dei modelli importati dall'Europa. La reazione della stampa e del pubblico nei confronti del modello fu positivo, tant'è che nel 2007 la Aura vinse il premio di "North American Car of the Year"(premio vinto l'anno successivo dalla gemella Chevrolet Malibu Mk7). 
La linea della Aura venne influenzata dalla Opel Vectra C, ovvero da un modello che era venduto in Europa, e questa fu una novità per la Saturn. Anche gli interni della Aura segnarono un punto di svolta per il marchio statunitense grazie alle influenze, pure in questo caso, del design degli interni delle auto europee. In particolare gli interni della Aura erano totalmente differenti da quelli della Saturn Ion, che vennero aspramente criticati.

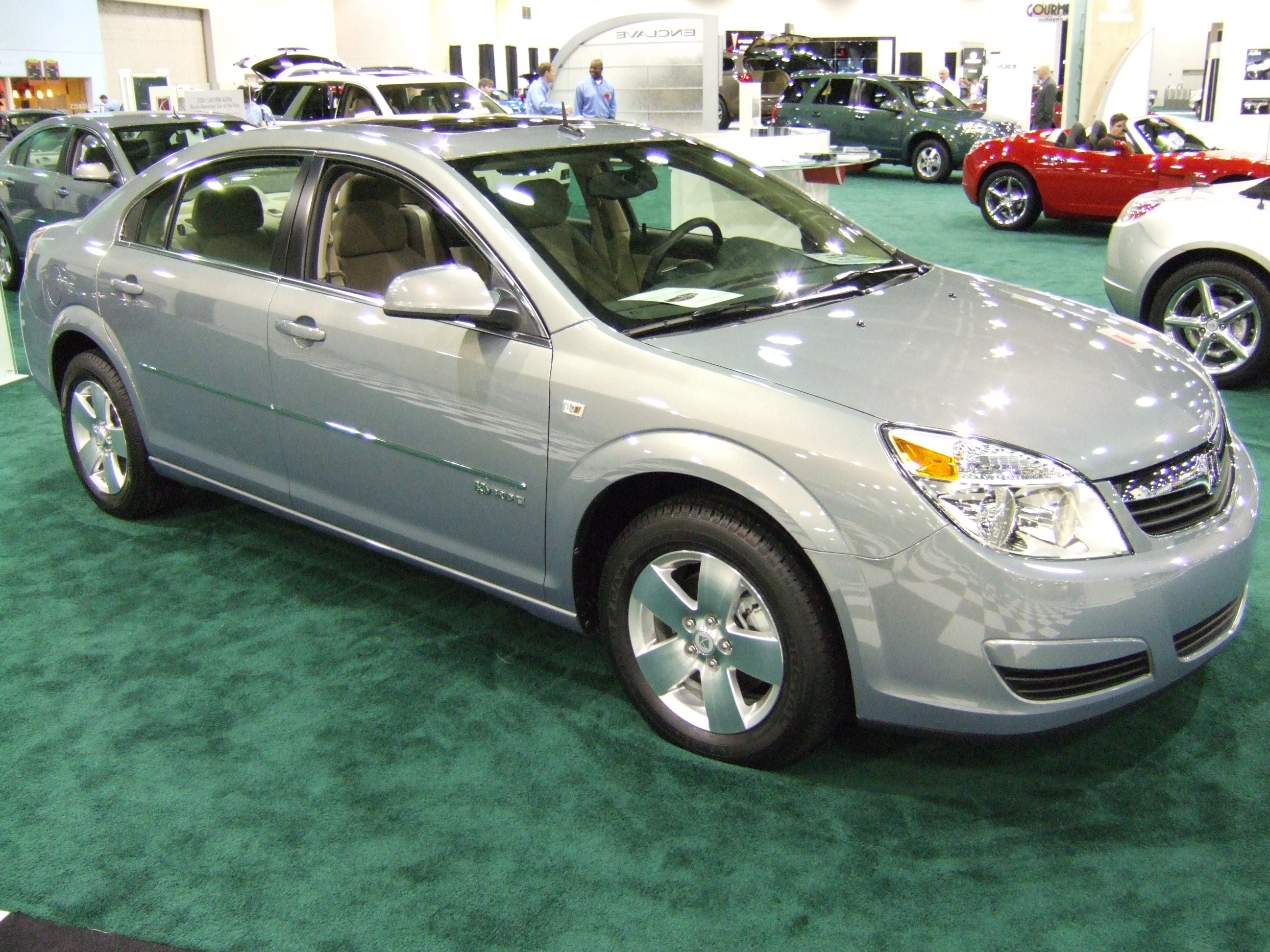
Una Saturn Aura Greenline

La concept car aveva installato un motore V6 da 3,6 L di cilindrata e 252 CV di potenza. Ad esso era accoppiato un cambio automatico 6T70 a sei rapporti. Questo gruppo motopropulsore venne poi offerto sulla vettura prodotta in serie nell'allestimento XR, che era quello al top di gamma. Furono anche introdotti un motore V6 da 3,5 L e 224 CV (questi ultimi scesi a 219 CV nel 2007) per l'allestimento XE, che era quello alla base della gamma, e un motore ibrido a quattro cilindri in linea da 164 CV, che comprendeva anche un motore elettrico, per l'allestimento Greenline. Il modello venne prodotto a Kansas City, nel Kansas, negli Stati Uniti.
La Aura uscì di produzione nel 2009 a causa della soppressione del marchio Saturn, che avvenne nell'anno successivo. Nel 2012 la General Motors richiamò in fabbrica 473.841 esemplari di Chevrolet Malibu, Pontiac G6 e Saturn Aura per alcuni problemi legati al cambio.

## Gruppo motopropulsore
| Allestimento | Motore                                                         | Cilindrata | Potenza | Coppia  | Trasmissione                                        |
| ------------ | -------------------------------------------------------------- | ---------- | ------- | ------- | --------------------------------------------------- |
| Green Line   | General Motors LAT quattro cilindri in linea da 2,4 L (ibrido) | 2.393 cm³  | 164 CV  | 216 N·m | General Motors 4T45-E automatica a quattro rapporti |
| XE (2008)    | General Motors LE5 quattro cilindri in linea da 2,4 L          | 2.384 cm³  | 169 CV  | 217 N·m | General Motors 4T45-E automatica a quattro rapporti |
| XE (2009)    | General Motors LE5 quattro cilindri in linea da 2,4 L          | 2.384 cm³  | 169 CV  | 217 N·m | General Motors 6T40 automatica a sei rapporti       |
| XE (2007–08) | General Motors LZ4 V6 da 3,5 L                                 | 3.510 cm³  | 219 CV  | 297 N·m | General Motors 4T45-E automatica a quattro rapporti |
| XR (2009)    | General Motors LE5 quattro cilindri in linea da 2,4 L          | 2.384 cm³  | 169 CV  | 217 N·m | General Motors 6T40 automatica a sei rapporti       |
| XR (2007–09) | General Motors LY7 V6 da 3,6                                   | 3.564 cm³  | 252 CV  | 340 N·m | General Motors 6T40 automatica a sei rapporti       |

## Vendite negli Stati Uniti
| Anno | Esemplari venduti |
| ---- | ----------------- |
| 2006 | 19.746            |
| 2007 | 59.964            |
| 2008 | 59.380            |
| 2009 | 21.395            |